# آلبوم (فیلم)
آلبوم فیلمی به کارگردانی و نویسندگی رضا حیدرنژاد ساختهٔ سال ۱۳۸۳ است.

## بازیگران
- رضا سعیدی
- افسون افشار
- پوریا دهقان
- شاهین بابایی پور
- مهرداد حاجیلو
- علیمراد جلالی
- طاهره همه کسی
- مرجان چلوییان
- مینا صداقت شایگان
- محمدعلی مهیمنی
- محمدقاسم شکریان
- بهروز خانلر
- قهرمان ذوالفقاری
- ناصر عسگری
- ایرج لطیفی
- خسرو خسروی
- علیرضا براتی
- پوریا عبدالله زاده